# Salvador Durán
Salvador Durán Sánchez, född 6 maj 1985 i Mexico City, är en mexikansk racerförare.

## Racingkarriär
Durán tävlade med framgång i A1 Grand Prix för Mexiko, och var även med i Ganassis vinnande team i Daytona 24-timmars 2007. 2008 körde han med relativ framgång i Formula Renault 3.5 Series.